# Juan Antonio Martínez Camino
Juan Antonio Martínez Camino SJ (ur. 9 stycznia 1953 w Santa Cruz de Marcenado) – hiszpański duchowny katolicki, biskup pomocniczy Madrytu od 2008.

## Życiorys

### Prezbiterat
Święcenia kapłańskie otrzymał 24 maja 1980 w zgromadzeniu jezuitów. Był m.in. rektorem części teologicznej zakonnego seminarium oraz wykładowcą na Papieskim Uniwersytecie Comillas. W latach 2003–2013 pełnił funkcję sekretarza generalnego Konferencji Episkopatu Hiszpanii.

### Episkopat
17 listopada 2007 papież Benedykt XVI mianował go biskupem pomocniczym diecezji madryckiej, ze stolicą tytularną Bigastro. Sakry biskupiej udzielił mu 19 stycznia 2008 kard. Antonio María Rouco Varela.